# قائمة الأفلام المصرية سنة 1985
هذه قائمة بالأفلام المصرية لعام 1985 مرتبة أبجديا وعددها 83 فيلم:
- اثنان على الطريق الصعب
- استغاثة من العالم الآخر
- أشغال شاقة
- إعدام ميت
- الأستاذ يعرف أكثر
- الأوغاد
- الإنس والجن
- البيه صديقي
- الجريح
- لحب في غرفة الانعاش
- الحكم اخر الجلسة
- الدرب الاحمر
- لرجل الذي عطس
- الرصيف
- الرياح قادمة
- الريال
- الزمار
- الزواج والصيف
- السيد قشطة
- الشقة من حق الزوجة
- الصعاليك
- الطاغية
- العايقة والدريسة
- العبقري خمسة
- الفول صديقي
- الكيف
- اللص الظريف
- المدبح
- المشاغبون في اجازة نص السنة
- المطارد
- المنتقمون
- الموظفون في الارض
- النساء
- النشالات الفاتنات
- النشالة والبيه
- الهلفوت
- انتهى التحقيق
- انحراف
- اولاد الاصول
- إلى من يهمه الأمر
- إنقاذ مايمكن انقاذه
- أسفة أرفض الطلاق
- أيام في الحلال
- بصمات فوق الماء
- تحت السطح الهادي
- تل العقارب
- حكاية في كلمتين
- خرج ولم يعد
- خلي بالك من عقلك
- خيوط العنكبوت
- رجب الوحش
- رمضان فوق البركان
- ريال فضة
- زوج تحت الطلب
- سعد اليتيم
- شهد الملكة
- شيطان من عسل
- صفقة مع امرأة
- عسل الحب المر
- عشرة على عشرة
- عفوا ايها القانون
- علي بيه مظهر والاربعين حرامية
- عندما يأتي المساء
- فتوة درب العسال
- فوزية البرجوازية
- قضية عم احمد
- قطرات الندا
- كرامله
- لست مجرما
- لن يغيب القمر
- مأساة الدكتور سلامية
- محطة الأنس
- مدرسة الحب
- مغاوري في الكلية
- مقص عم قنديل
- ملائكة الشوارع
- ملحمة كبريت
- ملف في الآداب
- من فضلك واحسانك
- موت سميرة
- هنا القاهرة
- وتضحك الاقدار
- صاحب الادارة بواب العمارة